# Sebastian Moran
Sebastian Moran là một nhân vật trong loạt truyện Những cuộc phiêu lưu của Sherlock Holmes của tác giả Arthur Conan Doyle.

## Hành trạng

### Tuổi trẻ
Lai lịch và hành trạng Sebastian Moran tập trung trong thẻ phân loại M của Sherlock Holmes.
Y sinh năm 1840 tại London, là độc đinh của ngài Augustus Moran, cựu tổng trưởng Ngoại Giao và đại sứ lưu động Đế quốc Anh tại Ba Tư.
Sebastian tốt nghiệp trung học Eton và đại học Oxford nhưng không theo đuổi học thuật. Vì quá say mê mạo hiểm, y đăng trình Trung đoàn Bangalore đệ Nhất và trải đời hiện dịch ở Ấn Độ.
Cuộc đời Sebastian Moran nơi thuộc địa Đông phương được mô tả là vô cùng hiển hách với những trận công kích Afghanistan và chuyến săn cọp nơi rừng rậm. Người Ấn Độ đặc biệt kính nể y vì sự liều lĩnh, bao phen cứu đồng đội và thường dân thoát nanh hổ.
Tuy nhiên, vì một lí do nào đó, Sebastian Moran kết thúc binh nghiệp trong cay đắng, y quay về London.
| “ | Trước đây, Moran không gây bất cứ hoài nghi nào, trái lại... Ở Ấn Độ còn truyền giai thoại rằng y bò dọc lòng suối cạn, đặng cứu một kẻ khỏi nanh vuốt con hổ bị thương. Anh biết đấy, Watson ạ, có những cây ban đầu phát triển bình thường. Cho đến thời điểm nào đấy, bất ngờ rẽ sang hướng khác xù xì hơn trước. | ” |

### Hưu trí
Quá khứ lừng lẫy khiến y dễ dàng tái hòa nhập xã hội thượng lưu Âu châu. Y được coi là thượng khách kiêm thành viên đặc biệt tại câu lạc bộ Tankerville và câu lạc bộ Bagatelle.
Bởi vẻ ngoài lịch lãm và lối ăn nói dễ chịu, Sebastian Moran hầu như che giấu được các hành vi phạm tội. Y ngầm bắt tay với giáo sư Moriarty trong các vụ làm ăn phi pháp.
Sebastian đụng độ Sherlock Holmes hai lần : Lần đầu tại thác Reichenbach nơi y cố giết Holmes bằng một khẩu súng hơi và lần sau cũng liên quan khẩu súng, y giết Ronald Adair tại tư thất anh này. Sherlock Holmes cũng hoài nghi y liên đới cái chết phu nhân Stuart vào năm 1887.
Sau khi bị Sherlock Holmes vạch trần tội ác và tống vào tù, ra tù, y đặt Holmes vào vị trí kẻ thù phải tiêu diệt trước nhất. Tuy nhiên, cho đến tập cuối cùng năm 1925, âm mưu của y đều hỏng.